# Canal 7 Noticias
Canal 7 Noticias war eine argentinische Nachrichtensendung, die zwischen 2002 und 2003 auf dem staatlichen Rundfunkveranstalter Canal 7 in Buenos Aires für das Fernsehen produziert und ausgestrahlt wurde.

## Geschichte
Die Erstausstrahlung fand am 1. April 2002 statt und ersetzte die Nachrichtensendung Noticiero 7, die von Pedro Dizán und Gabriela Castaño moderiert wurde. Die Hauptausgabe am Abend moderierten Pablo Vigna und Karina González. Weiterhin gab es noch eine Ausgabe am Mittag und um Mitternacht. Die Ausgabe am Sonntag hatte einen separaten Moderator.
Die Nachrichtensendung wurde am 9. Dezember 2003 durch Vision 7 ersetzt.

## Moderatoren
- Pedro Dizán (Mittagsausgabe)
- Gabriela Castaño (Mittagsausgabe)
- Pablo Vigna (Hauptausgabe)
- Karina González (Hauptausgabe)
- Alejandro Puertas (Hauptausgabe)
- Mario Giordano (Mitternachtsausgabe)
- Marta Perín (Mitternachtsausgabe)
- Gastón Soulages (Sonntagsausgabe)

## Kolumnisten
- Pablo Tiburzi (Sport)
- Juan Carlos Fernández (Sport)
- Nadia Zyncenko (Wetter)
- Gabriela Andrietti (Klima)

## Ansager
- Fernando Barbas
- Arturo Varela
- Pedro Dizán
- Eduardo Salim Sad
- Nelly Vazquez